# Alonso Zamora
Alonso René Zamora Barrera (ur. 7 listopada 1991 w Guadalajarze) – meksykański piłkarz występujący na pozycji środkowego obrońcy, obecnie zawodnik Chiapas.

## Kariera klubowa
Zamora pochodzi z Guadalajary i jest wychowankiem akademii juniorskiej tamtejszego zespołu Club Atlas. Do pierwszej drużyny został włączony jako osiemnastolatek przez szkoleniowca Ricardo La Volpe po kilku miesiącach występów w drugoligowej filii klubu – Académicos de Guadalajara. W meksykańskiej Primera División zadebiutował 2 października 2009 w wygranym 2:1 meczu z Estudiantes Tecos, jednak przez cały pobyt w Atlasie pełnił głównie wyłącznie rolę rezerwowego, nie potrafiąc wywalczyć sobie pewnego miejsca w wyjściowym składzie. W lipcu 2012 za sumę półtora miliona dolarów przeszedł do klubu Tigres UANL z siedzibą w Monterrey, gdzie jednak również notował wyłącznie sporadyczne występy, wobec czego po upływie półtora roku udał się na wypożyczenie do niżej notowanego Atlante FC z miasta Cancún. Na koniec rozgrywek 2013/2014 spadł z nim do drugiej ligi, ani razu nie pojawiając się jednak na boisku, zaś na zapleczu najwyższej klasy rozgrywkowej spędził w barwach Atlante jeszcze pół roku.
W 2015 roku, po powrocie do Tigres, Zamora dotarł z ekipą prowadzoną przez Ricardo Ferrettiego do finału najbardziej prestiżowych rozgrywek południowoamerykańskiego kontynentu – Copa Libertadores, lecz jego rola w ekipie nie uległa zmianie; jako dopiero piąty stoper w hierarchii mógł liczyć wyłącznie na epizodyczne występy. W jesiennym sezonie Apertura 2015 zdobył z Tigres swoje pierwsze mistrzostwo Meksyku, lecz na ligowych boiskach pojawił się zaledwie dwukrotnie, wobec czego bezpośrednio po tym osiągnięciu został ściągnięty na wypożyczenie przez Ricardo La Volpe – swojego byłego trenera z Atlasu – do prowadzonego przez niego klubu Chiapas FC z siedzibą w Tuxtla Gutiérrez.
| Sezon     | Klub                      | Kraj   | Rozgrywki  | Mecze | Bramki |
| --------- | ------------------------- | ------ | ---------- | ----- | ------ |
| 2008/2009 | Académicos de Guadalajara | Meksyk | Ascenso MX | 21    | 1      |
| 2009/2010 | Club Atlas                | Meksyk | Liga MX    | 2     | 0      |
| 2010/2011 | Club Atlas                | Meksyk | Liga MX    | 4     | 0      |
| 2011/2012 | Club Atlas                | Meksyk | Liga MX    | 12    | 0      |
| 2012/2013 | Tigres UANL               | Meksyk | Liga MX    | 2     | 0      |
| 2013/2014 | Tigres UANL               | Meksyk | Liga MX    | 2     | 0      |
| 2013/2014 | Atlante FC                | Meksyk | Liga MX    | 0     | 0      |
| 2014/2015 | Atlante FC                | Meksyk | Ascenso MX | 10    | 1      |
| 2014/2015 | Tigres UANL               | Meksyk | Liga MX    | 1     | 0      |
| 2015/2016 | Tigres UANL               | Meksyk | Liga MX    | 2     | 0      |
| 2015/2016 | Chiapas FC                | Meksyk | Liga MX    | 9     | 0      |
| 2016/2017 | Chiapas FC                | Meksyk | Liga MX    |       |        |